# Jüdischer Friedhof (Banyliw)
Koordinaten: 48° 21′ 38,6″ N, 25° 21′ 11,7″ O

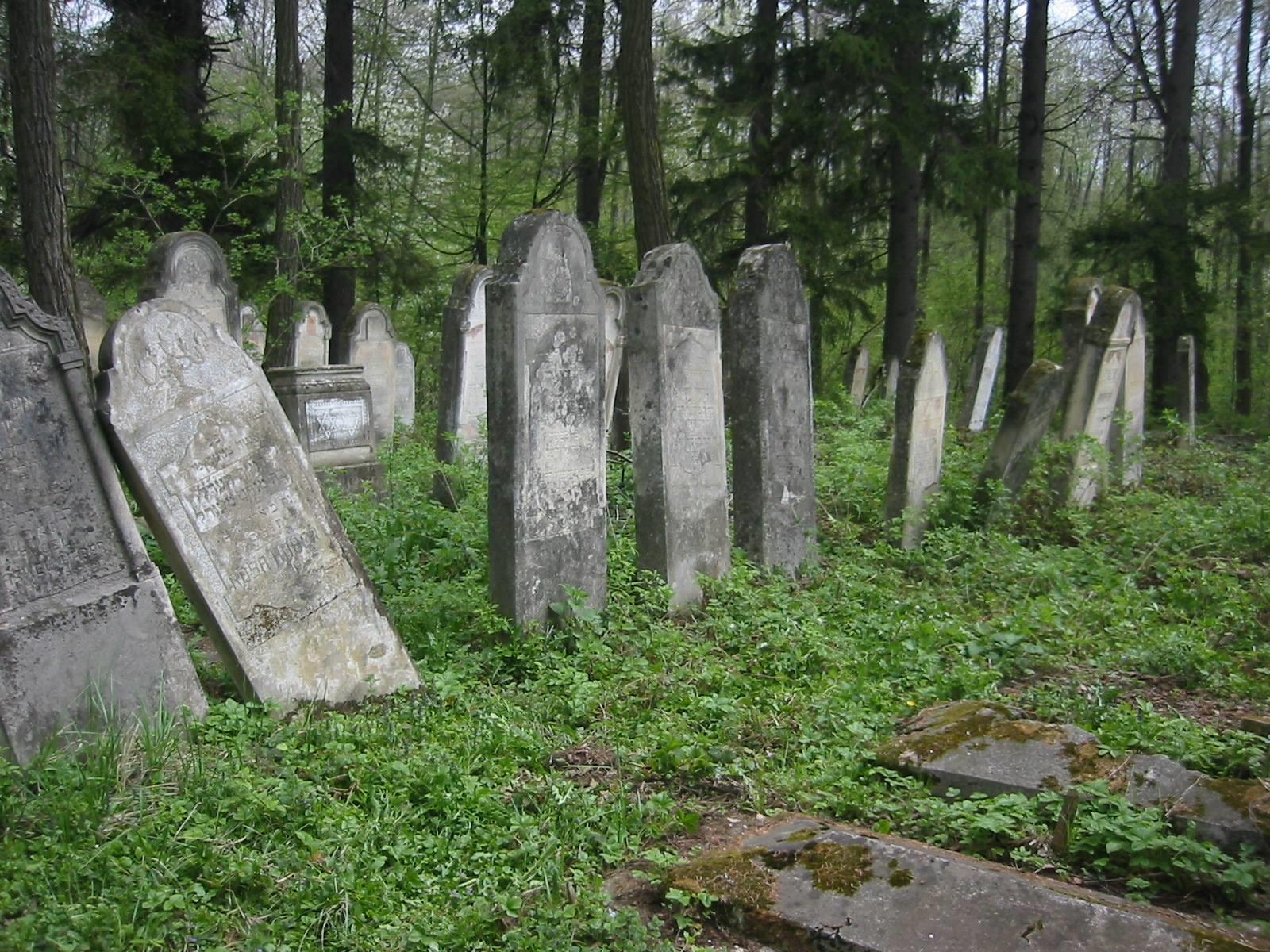
Jüdischer Friedhof Banyliw (2015)

Der Jüdische Friedhof Banyliw liegt in Banyliw, einem Dorf in der historischen Region Bukowina, im Süden der westukrainischen Oblast Tscherniwzi. Auf dem jüdischen Friedhof sind zahlreiche gut erhaltene Grabsteine vorhanden.